# Дискография альбомов Майкла Джексона
Дискография альбомов американского певца Майкла Джексона включает 10 студийных альбомов, 4 саундтрека, 30 сборников, 10 видеоальбомов, 12 бокс-сетов, 6 альбомов ремиксов и 2 посмертных альбома.
Свой творческий путь Джексон начал в 1963 году в возрасте пяти лет в семейной музыкальной группе The Jackson 5 (позднее сменившая название на The Jacksons), в 1970-х годах ставшей известным коллективом. Будучи ещё участником группы, Джексон выпустил свой дебютный студийный альбом Got to Be There в 1972 году на лейбле Motown Records. Альбом занял 14-е место в альбомном чарте Billboard и получил золотой сертификат Американской ассоциации звукозаписывающих компаний (RIAA). В том же году был выпущен ещё один альбом, Ben, который занял 5-е место в чарте Billboard и получил серебряный сертификат Британской ассоциации производителей фонограмм (BPI). Следующими двумя пластинками были Music & Me (1973) и Forever, Michael (1975), но из-за отсутствия продвижения со стороны Motown, альбомы не имели коммерческого успеха и не получили ни одной сертификации. В 1975 году Джексон заключает контракт с Epic Records и через 4 года выпускает свой пятый студийный альбом Off the Wall, который занял 3-е место в чарте Billboard. Альбом получил 9-й платиновый сертификат в США и был продан тиражом более 20 миллионов копий по всему миру.
В 1982 году был выпущен шестой студийный альбом Thriller, который стал первым альбомом, занимавшим первую позицию в альбомном чарте Billboard. Thriller возглавлял чарт рекордные 37 недель. Альбом имеет 34-ю платиновую сертификацию в США и признан самым продаваемым альбомом всех времён с мировыми продажами, варьирующими от 70 миллионов до 110 миллионов копий и остаётся таковым до сих пор. Thriller получил рекордные восемь наград на церемонии вручения премий «Грэмми» в 1984 году (где победил в номинации «Лучший альбом года») и был включён в Библиотеку Конгресса как «культурно значимая запись». В 1987 году Джексон выпустил свой седьмой студийный альбом Bad, который стал № 1 в США, Великобритании и ещё 25 странах мира. Получив 11-ю платиновую сертификацию в США с мировыми продажами более 35 миллионов экземпляров, Bad также входит в число самых продаваемых альбомов всех времен.
В 1991 году был выпущен восьмой студийный альбом Dangerous, который дебютировал на верхних строчках чартов США и в ряде других стран. Dangerous получил 8-й платиновый сертификат в США на основании проданных 32 миллионов копий, что сделало этот альбом также одним из самых продаваемых в творчестве Джексона. Через 4 года вышел девятый студийный альбом HIStory: Past, Present and Future, Book I, который занял высшую позицию в чартах США и ряда других стран. В отличие от других альбомов, HIStory представлял собой двухдисковое издание: на первом компакт-диске представлена компиляция из известных хитов музыканта, на втором — новые песни. Альбом получил 8-кратный платиновый сертификат в США и был продан тиражом более 20 миллионов копий по всему миру и вошёл как и предыдущие альбомы в список самых продаваемых в мире альбомов. В 1997 году вышел ремиксовый альбом Blood on the Dance Floor: HIStory in the Mix. Пластинка содержала не издававшиеся ранее песни и ремиксы на композиции певца из предыдущего студийного альбома, созданные в сотрудничестве с известными диджеями и продюсерами, и был продан тиражом более 6 миллионов копий по всему миру, став самым продаваемым альбомом ремиксов в мире. В 2001 году был выпущен десятый и последний студийный альбом Джексона, Invincible. На создание альбома было потрачено более 30 миллионов долларов США, что сделало его самым дорогим альбомом в истории. Несмотря на конфликт между певцом и звукозаписывающим лейблом и отсутствия продвижения альбома, Invincible сумел возглавить международные чарты в более чем 12 странах, а общий подтвержденный объём продаж составил 10 миллионов копий по всему миру.
После внезапной кончины музыканта в июне 2009 года, продажи его альбомов резко возросли, а компиляции Number Ones (2003) и The Essential Michael Jackson (2005) стали международными бестселлерами. Стремительный рост продаж привел тому, что в марте 2010 года компания Sony Music заключила с семьей Джексона сделку на 250 миллионов долларов, чтобы продлить свои права на распространение каталога песен музыканта, а в 2017 году Sony продлила сделку, которая вступила в силу в январе 2018 года. В рамках этой сделки были выпущены два посмертных альбома-сборника с ранее не издававшимися песнями: Michael (2010) и Xscape (2014), также альбом ремиксов и саундтрек Immortal (2011) и сборник Scream (2017). В 2012 году был выпущен Bad 25, представляющий собой переиздание седьмого студийного альбома Bad, который содержал как песни из оригинального альбома, так и ранее не издававшиеся песни, демозаписи и ремиксы. В 2022 году в честь 40-летия культового альбома Thriller, было выпущено юбилейное переиздание Thriller 40, которое является третьим переизданием альбома, ему предшествовали специальное переиздание, выпущенное в 2001 году, и Thriller 25 (2008).
Майкл Джексон является одним из самых продаваемых музыкальных исполнителей в истории с предполагаемой продажей от 750 миллионов до 1 миллиарда записей по всему миру. Три пластинки певца попали в список журнала Rolling Stone «500 величайших альбомов всех времён»: Bad (194-е место), Off the Wall (36-е место), Thriller (12-е место). По данным RIAA, Джексон продал 89 миллионов сертифицированных альбомов в США, тем самым занимает 6-е место самых продаваемых исполнителем в стране. Согласно рейтингу журнала Billboard, Джексон входит в топ-10 «Самых успешных артистов в альбомном чарте Billboard 200», а его 5 студийных альбомов, начиная с Thriller, возглавляли чарты поп-музыки и R&B в США.

## Студийные альбомы
| Год                                                          | Детали альбома | Высшая позиция в чартах | Высшая позиция в чартах | Высшая позиция в чартах | Высшая позиция в чартах | Высшая позиция в чартах | Высшая позиция в чартах | Высшая позиция в чартах | Высшая позиция в чартах | Высшая позиция в чартах | Высшая позиция в чартах | Высшая позиция в чартах | Высшая позиция в чартах | Высшая позиция в чартах | Высшая позиция в чартах | Высшая позиция в чартах | Высшая позиция в чартах | Высшая позиция в чартах | Высшая позиция в чартах | Высшая позиция в чартах | Высшая позиция в чартах | Высшая позиция в чартах | Высшая позиция в чартах | Высшая позиция в чартах | Высшая позиция в чартах | Сертификация (пороги продаж) |
| Год                                                          | Детали альбома | US                      | GB                      | AU                      | AT                      | HU                      | DE                      | GR                      | DK                      | IL                      | IE                      | ES                      | IT                      | CA                      | NL                      | NZ                      | NO                      | PT                      | FI                      | FR                      | CH                      | SE                      | JP                      | VL                      | WA                      | Сертификация (пороги продаж) |
| ------------------------------------------------------------ | --- | ----------------------- | ----------------------- | ----------------------- | ----------------------- | ----------------------- | ----------------------- | ----------------------- | ----------------------- | ----------------------- | ----------------------- | ----------------------- | ----------------------- | ----------------------- | ----------------------- | ----------------------- | ----------------------- | ----------------------- | ----------------------- | ----------------------- | ----------------------- | ----------------------- | ----------------------- | ----------------------- | ----------------------- | --- |
| 1972                                                         | Got to Be There Детали - Дата выпуска: 24 января 1972 - Лейбл: Motown - Формат: LP, MC, CD, Stereo 8                                 | 14/3                    | 37                      | 90                      | —                       | —                       | —                       | —                       | —                       | —                       | —                       | —                       | —                       | —                       | —                       | —                       | —                       | —                       | —                       | 121                     | —                       | —                       | —                       | —                       | —                       | Список - RIAA: Золотой |
| 1972                                                         | Ben Детали - Дата выпуска: 4 августа 1972 - Лейбл: Motown - Формат: LP, MC, CD, Stereo 8                                             | 5/4                     | 17                      | 65                      | —                       | —                       | —                       | —                       | —                       | —                       | —                       | —                       | —                       | 12                      | —                       | 23                      | —                       | —                       | —                       | 162                     | —                       | —                       | —                       | —                       | —                       | Список - BPI: Серебряный |
| 1973                                                         | Music & Me Детали - Дата выпуска: 13 апреля 1973 - Формат: LP, MC, CD, Stereo 8                                                      | 92/24                   | —                       | 27                      | —                       | —                       | —                       | —                       | —                       | —                       | —                       | —                       | —                       | —                       | —                       | —                       | —                       | —                       | —                       | 108                     | —                       | —                       | —                       | —                       | —                       | |
| 1975                                                         | Forever, Michael Детали - Дата выпуска: 16 января 1975 - Лейбл: Motown - Формат: LP, CD, MC, Stereo 8                                | 101/10                  | —                       | 80                      | —                       | —                       | 18                      | —                       | —                       | —                       | —                       | —                       | —                       | —                       | —                       | —                       | —                       | —                       | —                       | —                       | —                       | —                       | —                       | —                       | —                       | |
| 1979                                                         | Off the Wall Детали - Дата выпуска: 10 августа 1979 - Лейбл: Epic - Формат: LP, CD, MC, Stereo 8                                     | 3/1                     | 3                       | 1                       | —                       | 25 [A]                  | 25                      | —                       | —                       | —                       | 11 [A]                  | 11                      | 9 [A]                   | 4                       | 8                       | 2                       | 4                       | 30                      | 9                       | 27                      | 27                      | 26                      | 26                      | 31                      | 39                      | Список - RIAA: 9×Платиновый - ARIA: 5×Платиновый - FIMI: Золотой - MC: Платиновый - SNEP: Платиновый - IFPI Danmark: Золотой - BVMI:Платиновый - IFPI Hong Kong: Золотой - NVPI: Платиновый - RIANZ: 6×Платиновый - BPI: 6хПлатиновый |
| 1982                                                         | Thriller Детали - Дата выпуска: 30 ноября 1982 - Лейбл: Epic - Формат: LP, CD, MC, Stereo 8                                          | 1/1                     | 1                       | 1                       | 3                       | 1 [A]                   | 1                       | —                       | 18                      | —                       | 3 [A]                   | 4                       | 1                       | 1                       | 1                       | 1                       | 6                       | —                       | 1                       | 1                       | 1                       | 1                       | 1                       | 5                       | 7                       | Список - RIAA: 3хБриллиантовый (34×Платиновый) - ARIA: 17×Платиновый - IFPI Austria: 8×Платиновый - IFPI Danmark: 6×Платиновый - MC: 3хБриллиантовый - Mahasz: Платиновый - : 2хПлатиновый - FIMI: 4xПлатиновый - Musiikkituottajat: Платиновый - SNEP: Бриллиантовый - BVMI: 3хПлатиновый - IFPI Hong Kong: Платиновый - AMPROFON: 2хБриллиантовый + 2хПлатиновый+ Золотой - NVPI: 8хПлатиновый - RIANZ: 12×Платиновый - IFPI: 6хПлатиновый - GLF: 4×Платиновый - RISA: 3xПлатиновый - RIAJ: Золотой - BPI: 15хПлатиновый                             |
| 1987                                                         | Bad Детали - Дата выпуска: 31 августа 1987 - Лейбл: Epic - Формат: LP, CD, MC, Stereo 8                                              | 1/1                     | 1                       | 1                       | 1                       | 7 [A]                   | 1                       | 1                       | 1                       | 1                       | 9 [A]                   | 1                       | 1                       | 1                       | 1                       | 1                       | 1                       | 22 [A]                  | 1                       | 1                       | 1                       | 1                       | 1                       | 54                      | 146                     | Список - RIAA: Бриллиантовый (11×Платиновый) - ARIA: 6×Платиновый - IFPI Austria: 4×Платиновый - IFPI Danmark: 4×Платиновый - : Золотой - PROMUSICAE: 3xПлатиновый - FIMI: 2xПлатиновый - MC: 7хПлатиновый - AMPROFON: Платиновый+Золотой - Musiikkituottajat: Золотой - SNEP: Бриллиантовый - IFPI Hong Kong: Платиновый - BVMI: 4хПлатиновый - NVPI: Платиновый - RIANZ: 9×Платиновый - RIAS: Золотой - AFP: Платиновый - IFPI: 2хПлатиновый - GLF: 2×Платиновый - BPI: 14хПлатиновый - RIAJ: Золото                                                 |
| 1991                                                         | Dangerous Детали - Дата выпуска: 26 ноября 1991 - Формат: 2хLP, CD, MC, Stereo 8                                                     | 1/1                     | 1                       | 1                       | 2                       | 5                       | 1                       | 1                       | 1                       | 1                       | 1                       | 1                       | 2                       | 3                       | 1                       | 1                       | 1                       | 7                       | 1                       | 1                       | 1                       | 2                       | 4                       | 134                     | 115                     | Список - RIAA: 8×Платиновый - ARIA: 10×Платиновый - IFPI Austria: 4×Платиновый - PMB: Золотой - IFPI Danmark: 3×Платиновый - : Платиновый - PROMUSICAE: 6xПлатиновый - FIMI: Платиновый - MC: 6хПлатиновый - AMPROFON: 2xПлатиновый+Золотой - Musiikkituottajat: Платиновый - SNEP: Бриллиантовый - BVMI: 4хПлатиновый - NVPI: 3хПлатиновый - RIANZ: 6×Платиновый - AFP: 2xПлатиновый - IFPI: 5хПлатиновый - GLF: 3×Платиновый - : Золотой - : 5хПлатиновый - BPI: 6хПлатиновый - RIAJ: 2хПлатиновый                                                   |
| 1995                                                         | HIStory: Past, Present and Future, Book I Детали - Дата выпуска: 20 июня 1995 - Лейбл: Epic - Формат: 3хLP, 2хCD, MC, Stereo 8, 2хMD | 1/1                     | 1                       | 1                       | 1                       | 4                       | 1                       | —                       | 1                       | 1                       | 1                       | 1                       | 1                       | 1                       | 1                       | 1                       | 1                       | 2                       | 2                       | 1                       | 1                       | 3                       | 1                       | 1                       | 1                       | Список - RIAA: 8×Платиновый - CAPIF: Платиновый - ARIA: 8×Платиновый - IFPI Austria: 2×Платиновый - BEA: 5xПлатиновый - IFPI Danmark: 11×Платиновый - FIMI: Золотой - PROMUSICAE: 3xПлатиновый - MC: 5хПлатиновый - AMPROFON: Золотой - IFPI Norway: Платиновый - ZPAV: Платиновый - Musiikkituottajat: Платиновый - SNEP: Бриллиантовый - BVMI: 3хПлатиновый - NVPI: 3хПлатиновый - RIANZ: 9×Платиновый - RIT: 4×Платиновый+Золотой - RIAS: Платиновый - : Платиновый - IFPI: 3хПлатиновый - GLF: Платиновый - BPI: 4хПлатиновый - RIAJ: 2хПлатиновый |
| 2001                                                         | Invincible Детали - Дата выпуска: 30 октября 2001 - Лейбл: Epic - Формат: 2хLP, CD, MC, Stereo 8                                     | 1/1                     | 1                       | 1                       | 2                       | 1                       | 1                       | 3                       | 1                       | —                       | 3                       | 2                       | 2                       | 3                       | 1                       | 4                       | 1                       | 8                       | 7                       | 1                       | 1                       | 1                       | 4                       | 2                       | 1                       | Список - RIAA: 2×Платиновый - CAPIF: Золотой - ARIA: 2×Платиновый - IFPI Austria: Золотой - BEA: Платиновый - IFPI Danmark: Золотой - SNEP: Платиновый - BVMI: Платиновый - PROMUSICAE: Платиновый - FIMI: Золотой - NVPI: Платиновый - IFPI Norway: Платиновый - RIANZ: Платиновый - ZPAV: Золотой - AFP: Золотой - Musiikkituottajat: Золотой - IFPI: Платиновый - GLF: Золотой - BPI: Платиновый - RIAJ: Платиновый |
| «—» обозначает, что альбом не попал в хит-парад этой страны. | |                         |                         |                         |                         |                         |                         |                         |                         |                         |                         |                         |                         |                         |                         |                         |                         |                         |                         |                         |                         |                         |                         |                         |                         | |

- A ↑ ↑ ↑ ↑ ↑ ↑ ↑ ↑ Позиция альбома в 2009 году.

## Посмертные альбомы
| Год                                                           | Альбом                                                                            | Высшая позиция в чартах | Высшая позиция в чартах | Высшая позиция в чартах | Высшая позиция в чартах | Высшая позиция в чартах | Высшая позиция в чартах | Высшая позиция в чартах | Высшая позиция в чартах | Высшая позиция в чартах | Высшая позиция в чартах | Высшая позиция в чартах | Высшая позиция в чартах | Высшая позиция в чартах | Высшая позиция в чартах | Высшая позиция в чартах | Высшая позиция в чартах | Высшая позиция в чартах | Высшая позиция в чартах | Высшая позиция в чартах | Высшая позиция в чартах | Высшая позиция в чартах | Высшая позиция в чартах | Высшая позиция в чартах | Высшая позиция в чартах | Сертификация |
| Год                                                           | Альбом                                                                            | US                      | GB                      | AU                      | AT                      | HU                      | DE                      | GR                      | DK                      | ES                      | IE                      | IT                      | CA                      | NL                      | NZ                      | NO                      | PT                      | RU                      | FI                      | FR                      | CH                      | SE                      | JP                      | VL                      | WA                      | Сертификация |
| ------------------------------------------------------------- | --------------------------------------------------------------------------------- | ----------------------- | ----------------------- | ----------------------- | ----------------------- | ----------------------- | ----------------------- | ----------------------- | ----------------------- | ----------------------- | ----------------------- | ----------------------- | ----------------------- | ----------------------- | ----------------------- | ----------------------- | ----------------------- | ----------------------- | ----------------------- | ----------------------- | ----------------------- | ----------------------- | ----------------------- | ----------------------- | ----------------------- | --- |
| 2010                                                          | Michael Детали - Дата выпуска: 10 декабря 2010 - Лейбл: Epic - Формат: LP, CD, DD | 3/1                     | 4                       | 10                      | 1                       | 9                       | 1                       | —                       | 4                       | 2                       | 18                      | 1                       | 2                       | 1                       | 10                      | 4                       | 15                      | 1                       | 9                       | 4                       | 2                       | 1                       | 3                       | 4                       | 3                       | Список - RIAA: Платиновый - ARIA: Золотой - IFPI Austria: Платиновый - BEA: Платиновый - Mahasz: Платиновый - BVMI: Платиновый - IFPI Danmark: Платиновый - IRMA: Золотой - FIMI: 2xПлатиновый - PROMUSICAE: Платиновый - MC: Платиновый - RIANZ: Золотой - NVPI: Золотой - ZPAV: Платиновый - NFPF: 2xПлатиновый - Musiikkituottajat: Золотой - SNEP: 2хПлатиновый - GLF: Золотой - BPI: Платиновый - RIAJ: Золотой |
| 2014                                                          | Xscape Детали - Дата выпуска: 9 мая 2014 - Лейбл: Epic - Формат: LP, CD, DD       | 1/1                     | 1                       | 2                       | 2                       | 4                       | 2                       | 2                       | 1                       | 1                       | 4                       | 2                       | 3                       | 2                       | 3                       | 2                       | 3                       | 1                       | 5                       | 1                       | 2                       | 3                       | 3                       | 1                       | 1                       | Список - RIAA: Золотой - IFPI Austria: Золотой - ARIA: Золотой - BEA: Золотой - BVMI: Золотой - FIMI: Золотой - PROMUSICAE: Золотой - MC: Золотой - AMPROFON: Золотой - ZPAV: Платиновый - IFPI: Золотой - BPI: Золотой - RIAJ: Золотой |
| «—» обозначает, что сборник не попал в хит-парад этой страны. |                                                                                   |                         |                         |                         |                         |                         |                         |                         |                         |                         |                         |                         |                         |                         |                         |                         |                         |                         |                         |                         |                         |                         |                         |                         |                         | |

## Сборники
| Год                                                          | Детали альбома | Высшая позиция в чартах | Высшая позиция в чартах | Высшая позиция в чартах | Высшая позиция в чартах | Высшая позиция в чартах | Высшая позиция в чартах | Высшая позиция в чартах | Высшая позиция в чартах | Высшая позиция в чартах | Высшая позиция в чартах | Высшая позиция в чартах | Высшая позиция в чартах | Высшая позиция в чартах | Высшая позиция в чартах | Высшая позиция в чартах | Высшая позиция в чартах | Высшая позиция в чартах | Высшая позиция в чартах | Высшая позиция в чартах | Высшая позиция в чартах | Высшая позиция в чартах | Высшая позиция в чартах | Сертификация |
| Год                                                          | Детали альбома | US                      | GB                      | AU                      | AT                      | HU                      | DE                      | DK                      | IE                      | ES                      | IT                      | CA                      | NL                      | NZ                      | NO                      | PT                      | FI                      | FR                      | CH                      | SE                      | JP                      | VL                      | WA                      | Сертификация |
| ------------------------------------------------------------ | --- | ----------------------- | ----------------------- | ----------------------- | ----------------------- | ----------------------- | ----------------------- | ----------------------- | ----------------------- | ----------------------- | ----------------------- | ----------------------- | ----------------------- | ----------------------- | ----------------------- | ----------------------- | ----------------------- | ----------------------- | ----------------------- | ----------------------- | ----------------------- | ----------------------- | ----------------------- | --- |
| 1975                                                         | The Best of Michael Jackson Детали - Дата выпуска: 28 августа 1975 - Лейбл: Motown - Формат: LP, MC, Stereo 8                                   | 156/44                  | 11                      | —                       | —                       | —                       | —                       | —                       | —                       | —                       | —                       | —                       | 3                       | —                       | —                       | —                       | —                       | —                       | —                       | —                       | —                       | —                       | —                       | Список - BPI: Серебряный |
| 1980                                                         | Superstar Series, Vol. 7 Детали - Дата выпуска: август 1980 - Лейбл: Motown - Формат: LP, Stereo 8                                              | —                       | —                       | —                       | —                       | —                       | —                       | —                       | —                       | —                       | —                       | —                       | —                       | —                       | —                       | —                       | —                       | —                       | —                       | —                       | —                       | —                       | —                       | |
| 1981                                                         | One Day in Your Life Детали - Дата выпуска: 25 марта 1981 - Лейбл: Motown - Формат: LP, MC, Stereo 8                                            | 144/41                  | 29                      | —                       | —                       | —                       | —                       | —                       | —                       | —                       | —                       | —                       | —                       | —                       | —                       | —                       | —                       | —                       | —                       | —                       | —                       | —                       | —                       | |
| 1983                                                         | 18 Greatest Hits Детали - Дата выпуска: июнь 1983 - Лейбл: Motown, Telstar - Формат: LP, MC, Stereo 8                                           | —                       | 1                       | 53                      | —                       | —                       | —                       | —                       | —                       | —                       | —                       | —                       | 23                      | 22                      | —                       | —                       | —                       | —                       | —                       | —                       | —                       | —                       | —                       | Список - BPI: Платиновый |
| 1983                                                         | 9 Singles PackДетали - Дата выпуска: 1983 - Лейбл: Epic - Формат: LP, MC                                                                        | —                       | 66                      | —                       | —                       | —                       | —                       | —                       | —                       | —                       | —                       | —                       | —                       | —                       | —                       | —                       | —                       | —                       | —                       | —                       | —                       | —                       | —                       | |
| 1984                                                         | 14 Greatest HitsДетали - Дата выпуска: 1984 - Лейбл: Motown - Формат: LP, MC                                                                    | 168                     | —                       | —                       | —                       | —                       | —                       | —                       | —                       | —                       | —                       | —                       | —                       | —                       | —                       | —                       | —                       | —                       | —                       | —                       | —                       | —                       | —                       | |
| 1984                                                         | Farewell My Summer LoveДетали - Дата выпуска: 8 мая 1984 - Лейбл: Motown - Формат: LP, MC, Stereo 8                                             | 46/31                   | 9                       | 39                      | —                       | —                       | 40                      | —                       | —                       | —                       | —                       | 94                      | —                       | —                       | —                       | —                       | —                       | —                       | —                       | —                       | —                       | —                       | —                       | Список - BPI: Золотой |
| 1984                                                         | Ain’t No SunshineДетали - Дата выпуска: 1984 - Лейбл: Motown - Формат: LP, Stereo 8                                                             | —                       | —                       | —                       | —                       | —                       | —                       | —                       | —                       | —                       | —                       | —                       | —                       | —                       | —                       | —                       | —                       | —                       | —                       | —                       | —                       | —                       | —                       | |
| 1984                                                         | The Great Love Songs of Michael JacksonДетали - Дата выпуска: 1984 - Лейбл: Motown - Формат: LP, CD, Stereo 8                                   | —                       | —                       | —                       | —                       | —                       | —                       | —                       | —                       | —                       | —                       | —                       | —                       | —                       | —                       | —                       | —                       | —                       | —                       | —                       | —                       | —                       | —                       | |
| 1985                                                         | Motown Legends Детали - Дата выпуска: июнь 1985 - Лейбл: Motown - Формат: LP, CD, MC, Stereo 8                                                  | —                       | —                       | —                       | —                       | —                       | —                       | —                       | —                       | —                       | —                       | —                       | —                       | —                       | —                       | —                       | —                       | —                       | —                       | —                       | —                       | —                       | —                       | |
| 1986                                                         | Looking Back to YesterdayДетали - Дата выпуска: 11 февраля 1986 - Лейбл: Motown - Формат: LP, MC, CD                                            | —                       | —                       | —                       | —                       | —                       | —                       | —                       | —                       | —                       | —                       | —                       | —                       | —                       | —                       | —                       | —                       | —                       | —                       | —                       | —                       | —                       | —                       | |
| 1986                                                         | Anthology Детали - Дата выпуска: 14 ноября 1986 - Лейбл: Motown - Формат: 2xCD, MC                                                              | —                       | —                       | —                       | —                       | —                       | —                       | —                       | —                       | —                       | —                       | —                       | —                       | —                       | —                       | —                       | —                       | 17 [A]                  | —                       | —                       | —                       | —                       | —                       | |
| 1986                                                         | Got To Be There / BenДетали - Дата выпуска: август 1986 - Лейбл: Motown - Формат: CD, LP, Stereo 8                                              | —                       | —                       | —                       | —                       | —                       | —                       | —                       | —                       | —                       | —                       | —                       | —                       | —                       | —                       | —                       | —                       | —                       | —                       | —                       | —                       | —                       | —                       | |
| 1986                                                         | Their Very Best — Back to Back (с Дайаной Росс, Глэдис Найт и Стиви Уандером)Детали - Дата выпуска: 1986 - Лейбл: Priority - Формат: LP, MC, CD | —                       | 21                      | —                       | —                       | —                       | —                       | —                       | —                       | —                       | —                       | —                       | —                       | —                       | —                       | —                       | —                       | —                       | —                       | —                       | —                       | —                       | —                       | |
| 1987                                                         | Love Songs(с Дайаной Росс)Детали - Дата выпуска: 1987 - Лейбл: Motown, Telstar - Формат: LP, CD, MC                                             | —                       | 12                      | 86                      | —                       | —                       | —                       | —                       | —                       | —                       | —                       | —                       | —                       | —                       | —                       | —                       | —                       | —                       | —                       | —                       | —                       | —                       | —                       | Список - BPI: Платиновый |
| 1988                                                         | Souvenir Singles PackДетали - Дата выпуска: 1988 - Лейбл: Epic - Формат: LP, Stereo 8                                                           | —                       | 91                      | —                       | —                       | —                       | —                       | —                       | —                       | —                       | —                       | —                       | —                       | —                       | —                       | —                       | —                       | —                       | —                       | —                       | —                       | —                       | —                       | |
| 1992                                                         | Motown’s Greatest HitsДетали - Дата выпуска: 1992 - Лейбл: Motown - Формат: LP, CD, MC                                                          | —                       | 53                      | 27                      | —                       | —                       | —                       | —                       | —                       | —                       | —                       | —                       | —                       | —                       | —                       | —                       | —                       | —                       | —                       | —                       | —                       | —                       | —                       | |
| 1995                                                         | The Best of (Anthology Series)Детали - Дата выпуска: март 1995 - Лейбл: Motown - Формат: 2xCD, MC                                               | —                       | —                       | —                       | —                       | —                       | —                       | —                       | —                       | —                       | —                       | —                       | —                       | —                       | —                       | —                       | —                       | 170                     | —                       | —                       | —                       | —                       | —                       | |
| 1995                                                         | The Very Best of Michael Jackson with The Jackson Five (с The Jackson 5)Детали - Дата выпуска: 1995 - Лейбл: Motown - Формат: CD, MC            | —                       | 7                       | 41 [A]                  | —                       | —                       | —                       | —                       | —                       | —                       | —                       | —                       | —                       | —                       | —                       | —                       | —                       | —                       | —                       | —                       | —                       | —                       | —                       | Список - BPI: Платиновый |
| 1997                                                         | The Best of Michael Jackson & The Jackson 5ive (с The Jackson 5)Детали - Дата выпуска: 1997 - Лейбл: Motown, Polygram - Формат: CD              | —                       | 5                       | —                       | —                       | —                       | —                       | —                       | —                       | —                       | —                       | —                       | —                       | —                       | —                       | —                       | —                       | —                       | —                       | —                       | 25 [A]                  | —                       | —                       | Список - BPI: Золотой |
| 2000                                                         | 20th Century Masters — The Millennium Collection: The Best of Michael JacksonДетали - Дата выпуска: ноябрь 2000 - Лейбл: Motown - Формат: CD    | 18/46                   | —                       | —                       | —                       | —                       | —                       | —                       | —                       | —                       | —                       | 16                      | —                       | —                       | —                       | —                       | —                       | —                       | —                       | —                       | —                       | —                       | —                       | |
| 2001                                                         | Greatest Hits: HIStory, Volume IДетали - Дата выпуска: 13 ноября 2001 - Лейбл: Epic - Формат: CD, MC, Stereo 8                                  | 85/45                   | 15                      | 44                      | —                       | —                       | —                       | 29                      | 6                       | 54                      | 55 [A]                  | 8                       | —                       | —                       | 9                       | —                       | —                       | —                       | 45                      | 23                      | —                       | —                       | —                       | Список - RIAA: Платиновый - ARIA: Золотой - BEA: Золотой - AMPROFON: Золотой - IFPI Norway: Золотой - BPI: Золотой |
| 2002                                                         | Love SongsДетали - Дата выпуска: 15 января 2002 - Лейбл: Motown - Формат: CD                                                                    | —                       | —                       | —                       | —                       | —                       | —                       | —                       | —                       | —                       | —                       | —                       | —                       | —                       | —                       | —                       | —                       | —                       | —                       | —                       | —                       | —                       | —                       | |
| 2003                                                         | Number OnesДетали - Дата выпуска: 18 ноября 2003 - Лейбл: Epic - Формат: CD, MC                                                                 | 13/6 [B]                | 1                       | 2                       | 11                      | 4 [A]                   | 2                       | 24                      | 1                       | 52                      | 20                      | 1                       | 17                      | 1                       | 36                      | 23                      | 1                       | 89                      | 9                       | 10                      | 6                       | 16                      | 27                      | Список - RIAA: 5×Платиновый - ARIA: 6×Платиновый - IFPI Austria: Золотой - BVMI: Золотой - FIMI: Золотой - PROMUSICAE: Золотой - AMPROFON: Золотой - RIANZ: 4хПлатиновый - ZPAV: Платиновый - NFPF: Платиновый - Musiikkituottajat: Золотой - IFPI: Золотой - BPI: 10хПлатиновый - RIAJ: Платиновый                   |
| 2005                                                         | The Essential Michael JacksonДетали - Дата выпуска: 19 июля 2005 - Лейбл: Epic - Формат: 2хLP, 2хCD                                             | 96/16 [B]               | 1                       | 1                       | 5                       | 1 [A]                   | 10                      | 6                       | 1                       | 23                      | 5                       | 4                       | 19                      | 1                       | 3                       | 3                       | 1                       | 1 [A]                   | 2                       | 3                       | 18                      | 4                       | 1                       | Список - RIAA: 5×Платиновый - ARIA: 9×Платиновый - BEA: Золотой - Mahasz: Платиновый - FIMI: Платиновый - AMPROFON: Золотой - RIANZ: 2хПлатиновый - SNEP: 2хЗолотой - Musiikkituottajat: Золотой - GLF: Золотой - BPI: 5xПлатиновый - RIAJ: Золотой                                                                   |
| 2008                                                         | King of PopДетали - Дата выпуска: 2008 - Лейбл: Epic - Формат: 2хCD                                                                             | —                       | 3                       | 5                       | 1                       | 2 [A]                   | 1                       | 35                      | 3                       | 1                       | 1                       | —                       | 1                       | 6                       | —                       | —                       | 14                      | 3 [A]                   | 1                       | 3                       | 2                       | 1                       | 1                       | Список - ARIA: 2×Платиновый - IFPI Austria: 4хПлатиновый - BEA: Платиновый - Mahasz: Платиновый - BVMI: 7хЗолотой - FIMI: 2xПлатиновый - PROMUSICAE: Золотой - AMPROFON: Золотой - RIANZ: Золотой - NVPI: 2хПлатиновый - ZPAV: Бриллиантовый - SNEP: Платиновый - GLF: Золотой - BPI: Платиновый - RIAJ: 3хПлатиновый |
| 2008                                                         | GoldДетали - Дата выпуска: 26 августа 2008 - Лейбл: Motown - Формат: 2xCD                                                                       | 139/22                  | —                       | —                       | —                       | —                       | —                       | —                       | —                       | —                       | —                       | 46                      | 60                      | —                       | —                       | —                       | —                       | —                       | —                       | —                       | —                       | —                       | —                       | |
| 2009                                                         | The Definitive CollectionДетали - Дата выпуска: 25 августа 2009 - Лейбл: Motown - Формат: CD                                                    | 39/17                   | —                       | —                       | —                       | —                       | —                       | —                       | —                       | —                       | —                       | —                       | —                       | —                       | —                       | —                       | —                       | —                       | —                       | —                       | —                       | —                       | —                       | |
| 2013                                                         | The Indispensable CollectionДетали - Дата выпуска: 21 июня 2013 - Лейбл: MJJ Productions - Формат: DD                                           | —                       | —                       | —                       | —                       | —                       | —                       | —                       | —                       | —                       | —                       | —                       | —                       | —                       | —                       | —                       | —                       | —                       | —                       | —                       | —                       | —                       | —                       | |
| 2017                                                         | ScreamДетали - Дата выпуска: 29 сентября 2017 - Лейбл: Epic - Формат: LP, CD, DD                                                                | 33/20                   | 9                       | 14                      | 50                      | —                       | 22                      | —                       | 45                      | —                       | —                       | 69                      | —                       | —                       | —                       | —                       | 37                      | 28                      | —                       | —                       | 27                      | 9                       | 18                      | Список - BPI: Серебряный |
| «—» обозначает, что альбом не попал в хит-парад этой страны. | |                         |                         |                         |                         |                         |                         |                         |                         |                         |                         |                         |                         |                         |                         |                         |                         |                         |                         |                         |                         |                         |                         | |

- A ↑ ↑ ↑ ↑ ↑ ↑ ↑ ↑ ↑ Позиция сборника в 2009 году.
- B ↑ ↑ В 2009 году сборники занимали 1-е место в чартах Top Pop Catalog Albums и Top Catalog R&B/Hip-Hop Albums[204].

## Бокс-сеты
| 1992                                                          | Tour Souvenir PackДетали - Дата выпуска: 9 августа 1992 - Лейбл: Epic - Формат: 4xCD                                      | —      | 32 | 83 | —  | —  | —  | —  | —  | —  | —  | —  | —  | —  | — | — | —   | —  | —  | —   | —  | —  | |
| 1995                                                          | Ben / Forever, Michael / Music & MeДетали - Дата выпуска: ноябрь 1995 - Лейбл: Motown, Spectrum - Формат: 3хCD            | —      | —  | —  | —  | —  | —  | —  | —  | —  | —  | —  | —  | —  | — | — | —   | —  | —  | —   | —  | —  | |
| 1999                                                          | Got To Be There / Forever, MichaelДетали - Дата выпуска: 1999 - Лейбл: Motown - Формат: 2хCD                              | —      | —  | —  | —  | —  | —  | —  | —  | —  | —  | —  | —  | —  | — | — | —   | —  | —  | —   | —  | —  | |
| 2004                                                          | The Ultimate Collection Детали - Дата выпуска: 17 ноября 2004 - Лейбл: Epic, Legacy, MJJ Productions - Формат: 4xCD, DVD  | 154/48 | 75 | —  | —  | 37 | 33 | 71 | 29 | 45 | 29 | 46 | 40 | —  | 6 | — | —   | 33 | 31 | 47  | 60 | 25 | Список - RIAA: Платиновый |
| 2004                                                          | Off the Wall / Thriller Детали - Дата выпуска: ноябрь 2004 - Лейбл: Epic - Формат: 2хCD                                   | —      | —  | 25 | —  | —  | —  | —  | —  | —  | 87 | —  | —  | —  | — | 3 | 65  | —  | —  | —   | —  | —  | |
| 2004                                                          | Bad / DangerousДетали - Дата выпуска: ноябрь 2004 - Лейбл: Epic - Формат: 2хCD                                            | —      | —  | 27 | —  | —  | —  | —  | —  | —  | —  | —  | —  | —  | — | — | 85  | —  | —  | —   | —  | —  | |
| 2006                                                          | Visionary: The Video Singles Детали - Дата выпуска: 20 февраля 2006 - Лейбл: Epic - Формат: 5xHybrid, 20xHybrid, DualDisc | —      | —  | —  | —  | —  | —  | —  | —  | —  | —  | —  | —  | 27 | — | — | —   | —  | —  | —   | —  | —  | |
| 2006                                                          | Blood on the Dance Floor: HIStory in the Mix / InvincibleДетали - Дата выпуска: март 2006 - Лейбл: Epic - Формат: 2хCD    | —      | —  | —  | —  | —  | —  | —  | —  | —  | —  | —  | —  | —  | — | — | 125 | —  | —  | —   | —  | —  | |
| 2008                                                          | Thriller 25: Limited Japanese Single CollectionДетали - Дата выпуска: 8 марта 2008 - Лейбл: Epic - Формат: 7xCD           | —      | —  | —  | —  | —  | —  | —  | —  | —  | —  | —  | —  | —  | — | — | —   | —  | —  | 119 | —  | —  | |
| 2008                                                          | The Motown YearsДетали - Дата выпуска: 6 сентября 2008 - Лейбл: Motown - Формат: 3xCD                                     | —      | 4  | 14 | 45 | 36 | 7  | 38 | 7  | 21 | —  | 4  | 1  | 12 | — | — | 4   | 19 | 33 | —   | 3  | 3  | Список - ARIA: Золотой - BEA: Золотой - BPI: Золотой |
| 2009                                                          | The CollectionДетали - Дата выпуска: 29 июня 2009 - Лейбл: Epic - Формат: 5xCD                                            | —      | 14 | 2  | 13 | 2  | 1  | 28 | 1  | 2  | —  | 2  | 4  | —  | 3 | 2 | 1   | 4  | 5  | —   | 1  | 1  | Список - BEA: Платиновый - BVMI: Золотой - FIMI: Платиновый - PROMUSICAE: Золотой - NVPI: Золотой - ZPAV: 2хПлатиновый - SNEP: Платиновый - GLF: Золотой |
| 2009                                                          | Hello World: The Motown Solo CollectionДетали - Дата выпуска: июль 2009 - Лейбл: Hip-O Records, Motown - Формат: 3xCD     | 85     | —  | —  | —  | —  | —  | —  | —  | —  | —  | —  | —  | —  | — | — | —   | —  | —  | —   | —  | —  | |
| «—» обозначает, что сборник не попал в хит-парад этой страны. | |        |    |    |    |    |    |    |    |    |    |    |    |    |   |   |     |    |    |     |    |    | |

## Ремиксы
| Год                                                          | Детали альбома | Высшая позиция в чартах | Высшая позиция в чартах | Высшая позиция в чартах | Высшая позиция в чартах | Высшая позиция в чартах | Высшая позиция в чартах | Высшая позиция в чартах | Высшая позиция в чартах | Высшая позиция в чартах | Высшая позиция в чартах | Высшая позиция в чартах | Высшая позиция в чартах | Высшая позиция в чартах | Высшая позиция в чартах | Высшая позиция в чартах | Высшая позиция в чартах | Высшая позиция в чартах | Высшая позиция в чартах | Высшая позиция в чартах | Высшая позиция в чартах | Высшая позиция в чартах | Высшая позиция в чартах | Сертификация |
| Год                                                          | Детали альбома | US                      | GB                      | AU                      | AT                      | HU                      | DE                      | DK                      | IE                      | ES                      | IT                      | CA                      | NL                      | NZ                      | NO                      | PT                      | FI                      | FR                      | CH                      | SE                      | JP                      | VL                      | WA                      | Сертификация |
| ------------------------------------------------------------ | --- | ----------------------- | ----------------------- | ----------------------- | ----------------------- | ----------------------- | ----------------------- | ----------------------- | ----------------------- | ----------------------- | ----------------------- | ----------------------- | ----------------------- | ----------------------- | ----------------------- | ----------------------- | ----------------------- | ----------------------- | ----------------------- | ----------------------- | ----------------------- | ----------------------- | ----------------------- | --- |
| 1987                                                         | The Michael Jackson Mix Детали - Дата выпуска: 1987 - Лейбл: Stylus - Формат: 2xCD, 2xLP, 2xMC                          | —                       | 27                      | —                       | —                       | —                       | —                       | —                       | —                       | —                       | —                       | —                       | —                       | —                       | —                       | —                       | —                       | —                       | —                       | —                       | —                       | —                       | —                       | Список - BPI: Серебряный |
| 1987                                                         | The Original Soul of Michael Jackson Детали - Дата выпуска: октябрь 1987 - Лейбл: Motown - Формат: LP, CD, MC           | —                       | —                       | —                       | —                       | —                       | —                       | —                       | —                       | —                       | —                       | —                       | —                       | —                       | —                       | —                       | —                       | —                       | —                       | —                       | —                       | —                       | —                       | |
| 1993                                                         | Dangerous — The Remix Collection Детали - Дата выпуска: 9 сентября 1993 - Лейбл: Epic - Формат: CD                      | —                       | —                       | —                       | —                       | —                       | —                       | —                       | —                       | —                       | —                       | —                       | —                       | —                       | —                       | —                       | —                       | —                       | —                       | —                       | 33                      | —                       | —                       | |
| 1997                                                         | Blood on the Dance Floor: HIStory in the MixДетали - Дата выпуска: 11 мая 1997 - Лейбл: Epic - Формат: 2xLP, CD, MC, MD | 24/12                   | 1                       | 2                       | 2                       | 5                       | 2                       | 2                       | 1                       | 1                       | 4                       | 16                      | 1                       | 1                       | 2                       | 11                      | 3                       | 1                       | 2                       | 4                       | 12                      | 1                       | 2                       | Список - RIAA: 8×Платиновый - ARIA: Платиновый - IFPI Austria: Золотой - BVMI: Золотой - IFPI Hong Kong: Платиновый - FIMI: Золотой - PROMUSICAE: Платиновый - MC: 2xЗолотой - NVPI: Платиновый - RIANZ: Платиновый - IFPI Norway: Золотой - ZPAV: Золотой - Musiikkituottajat: Золотой - SNEP: Платиновый - IFPI: Платиновый - BPI: Золотой - RIAJ: Золотой |
| 2009                                                         | The Stripped MixesДетали - Дата выпуска: 28 июля 2009 - Лейбл: Motown - Формат: LP, CD                                  | 57/21                   | —                       | —                       | —                       | —                       | —                       | —                       | —                       | —                       | —                       | —                       | —                       | —                       | —                       | —                       | —                       | —                       | —                       | —                       | —                       | 43                      | 47                      | |
| 2009                                                         | The Remix SuiteДетали - Дата выпуска: 20 октября 2009 - Лейбл: Motown - Формат: 2xLP, CD, 20xFile                       | 175/43                  | —                       | —                       | —                       | —                       | —                       | —                       | —                       | —                       | —                       | —                       | —                       | —                       | —                       | —                       | —                       | 56                      | —                       | —                       | —                       | —                       | —                       | |
| «—» обозначает, что альбом не попал в хит-парад этой страны. | |                         |                         |                         |                         |                         |                         |                         |                         |                         |                         |                         |                         |                         |                         |                         |                         |                         |                         |                         |                         |                         |                         | |

## Переиздание
| 2001                                                          | Off the Wall (Special Edition)Детали - Дата выпуска: 16 октября 2001 - Лейбл: Epic - Формат: CD | 6/7  | 13 | —  | —  | —  | —  | — | —  | —  | — | 10 | 10 | —  | —  | —  | —  | 53 | —  | —  | —  | —  | — | |
| 2001                                                          | Thriller (Special Edition) Детали - Дата выпуска: 16 октября 2001 - Лейбл: Epic - Формат: CD    | 3/1  | 26 | —  | —  | —  | 60 | — | —  | 19 | — | 6  | 77 | —  | 19 | —  | —  | 33 | 38 | —  | —  | —  | — | |
| 2001                                                          | Bad (Special Edition)Детали - Дата выпуска: 16 октября 2001 - Лейбл: Epic - Формат: CD          | 8/3  | 38 | —  | —  | —  | —  | — | 91 | 30 | — | 8  | 96 | —  | 24 | —  | —  | 43 | 63 | —  | —  | —  | — | |
| 2001                                                          | Dangerous (Special Edition)Детали - Дата выпуска: 16 октября 2001 - Лейбл: Epic - Формат: CD    | —    | —  | —  | —  | —  | —  | — | —  | —  | — | 13 | —  | —  | —  | —  | —  | 67 | —  | —  | —  | —  | — | |
| 2008                                                          | Thriller 25Детали - Дата выпуска: 12 февраля 2008 - Лейбл: Epic - Формат: 2xLP, CD              | 1/1  | 3  | 2  | 5  | 18 | 2  | 2 | 2  | 2  | 6 | 2  | 2  | 1  | 1  | 2  | 5  | 1  | 1  | 2  | 7  | 1  | 1 | Список - CAPIF: Золотой - BEA: Золотой - PMB: Золотой - FIMI: 3xПлатиновый - PROMUSICAE: Платиновый - MC: Золотой - AMPROFON: Платиновый+Золотой - NVPI: Золотой - ZPAV: Платиновый - IFPI: Золотой - GLF: Золотой - BPI: Платиновый |
| 2012                                                          | Bad 25Детали - Дата выпуска: 18 сентября 2012 - Лейбл: Epic - Формат: LP, CD                    | 46/7 | 6  | 14 | 10 | 19 | 4  | — | 2  | —  | 1 | —  | 6  | 32 | 20 | 16 | 27 | 5  | 13 | 14 | 10 | 16 | 7 | |
| 2022                                                          | Thriller 40Детали - Дата выпуска: 18 ноября 2022 - Лейбл: Epic - Формат: LP, CD, DD             | 1/4  | 18 | 18 | —  | 31 | —  | — | —  | —  | 7 | 18 | —  | 22 | —  | 4  | —  | —  | —  | 1  | 6  | —  | — | Список - GLF: 4хПлатиновый |
| «—» обозначает, что сборник не попал в хит-парад этой страны. |                                                                                                 |      |    |    |    |    |    |   |    |    |   |    |    |    |    |    |    |    |    |    |    |    |   | |

## Саундтрек
| 1978                                                          | The Wiz: Original Motion Picture SoundtrackДетали - Дата выпуска: 18 сентября 1978 - Лейбл: MCA - Формат: LP, MC | 40/33 | —  | —  | —  | —  | — | —  | —  | —  | — | —  | —  | 22 | — | —  | —  | —  | —  | —  | —  | —  | Список - RIAA: Золотой |
| 1982                                                          | E.T. the Extra-Terrestrial Детали - Тип: аудиокнига - Дата выпуска: 15 ноября 1982 - Лейбл: MCA - Формат: LP, MC | 201   | 82 | —  | —  | —  | — | —  | —  | —  | — | —  | —  | —  | — | —  | —  | —  | —  | —  | —  | —  | |
| 2009                                                          | This Is ItДетали - Дата выпуска: 26 октября 2009 - Лейбл: Epic - Формат: 4xLP, 2xCD, box-set                     | 1/1   | 3  | 2  | 2  | 3  | 2 | 3  | 3  | 1  | 1 | 3  | 1  | 1  | 2 | 11 | 1  | 2  | 1  | 1  | 1  | 1  | Список - RIAA: 2×Платиновый - ARIA: Платиновый - IFPI Austria: Платиновый - BEA: 2xПлатиновый - BVMI: 3хЗолотой - FIMI: 4xПлатиновый - PROMUSICAE: Платиновый - MC: 2xПлатиновый - AMPROFON: Золотой - RIANZ: 2×Платиновый - NVPI: Платиновый - ZPAV: Платиновый - Musiikkituottajat: Золотой - SNEP: 3хПлатиновый - GLF: Платиновый - BPI: 2хПлатиновый - RIAJ: Платиновый |
| 2011                                                          | ImmortalДетали - Тип: саундтрек / альбом-ремиксов - Дата выпуска: 21 ноября 2011 - Лейбл: Epic - Формат: 2xCD    | 24/5  | 65 | 43 | 29 | 23 | — | 69 | 16 | 13 | — | 34 | 35 | 17 | — | —  | 42 | 17 | 59 | 11 | 13 | 17 | |
| «—» обозначает, что сборник не попал в хит-парад этой страны. | |       |    |    |    |    |   |    |    |    |   |    |    |    |   |    |    |    |    |    |    |    | |

## Видеоальбомы
| Год                                                          | Название | Высшая позиция | Высшая позиция | Высшая позиция | Высшая позиция | Высшая позиция | Высшая позиция | Высшая позиция | Высшая позиция | Высшая позиция | Высшая позиция | Высшая позиция | Высшая позиция | Высшая позиция | Высшая позиция | Сертификация |
| Год                                                          | Название | US             | GB             | AU             | AT             | HU             | DE             | IE             | ES             | NL             | FI             | FR             | CH             | SE             | JP             | Сертификация |
| ------------------------------------------------------------ | --- | -------------- | -------------- | -------------- | -------------- | -------------- | -------------- | -------------- | -------------- | -------------- | -------------- | -------------- | -------------- | -------------- | -------------- | --- |
| 1989                                                         | Moonwalker Детали - Дата выпуска: 10 января 1989 - Лейбл: Capital Home Video - Формат: VHS, DVD, LaserDisc, Blu-ray | 1              | 1              | —              | —              | 2              | —              | —              | —              | —              | 3              | —              | —              | —              | 7              | Список - RIAA: 8×Платиновый - MC: 4xПлатиновый - BPI: 9хПлатиновый |
| 1993                                                         | Dangerous: The Short FilmsДетали - Дата выпуска: 12 ноября 1993 - Лейбл: Epic, Legacy - Формат: VHS, LD, DVD        | 4              | 2              | 4              | 5              | 14             | —              | —              | 7              | —              | —              | —              | 5              | —              | 10             | Список - RIAA: 3×Платиновый - ARIA: 2хПлатиновый - CAPIF: Платиновый - BVMI: Платиновый - PROMUSICAE: Платиновый - BPI: Платиновый                                                               |
| 1995                                                         | Video Greatest Hits — HIStoryДетали - Дата выпуска: 9 июня 1995 - Лейбл: Epic, Legacy - Формат: VHS, LD, DVD        | 1              | 2              | —              | 3              | —              | —              | —              | 1              | —              | 4              | 2              | —              | —              | 2              | Список - RIAA: 9×Платиновый - ARIA: 5хПлатиновый - IFPI Austria: Золотой - CAPIF: Платиновый - PROMUSICAE: Платиновый - SNEP: Бриллиантовый - BPI: 4xПлатиновый - RIAJ: Золотой                  |
| 1997                                                         | HIStory on Film, Volume IIДетали - Дата выпуска: 20 мая 1997 - Лейбл: Epic, SME - Формат: VHS, LD, DVD              | 1              | 2              | —              | 3              | 8              | 28             | —              | 2              | 28             | —              | 5              | 3              | —              | 5              | Список - RIAA: 6×Платиновый - CAPIF: Платиновый - BVMI: Платиновый - SNEP: 3xПлатиновый - BPI: 2xПлатиновый - RIAJ: Золотой                                                                      |
| 2003                                                         | Number OnesДетали - Дата выпуска: 18 ноября 2003 - Лейбл: Epic, Legacy - Формат: DVD                                | 1              | 2              | 1              | 1              | 3              | —              | 1              | 3              | 12             | —              | 2              | —              | —              | 3              | Список - RIAA: 13×Платиновый - ARIA: 23хПлатиновый - CAPIF: Платиновый - BVMI: Золотой - BPI: Платиновый - ZPAV: Золотой - SNEP: 2xПлатиновый - RIAJ: Платиновый                                 |
| 2004                                                         | The One Детали - Дата выпуска: 9 марта 2004 - Лейбл: Epic - Формат: DVD                                             | 8              | 2              | 9              | 8              | 11             | —              | 6              | 5              | —              | —              | 2              | —              | 5              | —              | Список - RIAA: Золотой - ARIA: Золотой - CAPIF: Платиновый - BPI: Золотой |
| 2005                                                         | Live in Bucharest: The Dangerous TourДетали - Дата выпуска: 26 июля 2005 - Лейбл: Epic, Legacy - Формат: DVD        | 1              | 2              | 2              | 1              | 1              | 8              | 1              | 1              | 2              | 1              | 1              | 1              | 1              | 3              | Список - RIAA: 8×Платиновый - ARIA: 14хПлатиновый - CAPIF: Платиновый - BVMI: Платиновый - PROMUSICAE: Платиновый - ZPAV: Платиновый - SNEP: 3xПлатиновый - BPI: 2xПлатиновый - RIAJ: Платиновый |
| 2008                                                         | HIStory I + II Детали - Дата выпуска: август 2008 - Лейбл: Sony - Формат: 2xDVD, box-set                            | —              | 4              | 5              | —              | —              | —              | 3              | —              | —              | —              | 8              | —              | —              | —              | Список - SNEP: Золотой - BPI: Платиновый |
| 2010                                                         | Michael Jackson’s VisionДетали - Дата выпуска: 22 ноября 2010 - Лейбл: Epic, Legacy - Формат: DVD                   | 3              | 2              | 2              | 1              | 1              | 23             | —              | 1              | 3              | 3              | 1              | 1              | 2              | 1              | Список - RIAA: 5×Платиновый - ARIA: 2хПлатиновый - BPI: Золотой - ZPAV: Платиновый - SNEP: Бриллиантовый - RIAJ: Золотой                                                                         |
| 2012                                                         | Live at Wembley July 16, 1988Детали - Дата выпуска: 18 сентября 2012 - Лейбл: Epic, Legacy - Формат: DVD            | 23             | 2              | 2              | 1              | —              | 64             | —              | 2              | 1              | —              | 1              | 2              | 1              | 2              | Список - RIAA: Золотой - ARIA: Золотой - ZPAV: Золотой - BPI: Золотой |
| «—» обозначает, что альбом не попал в хит-парад этой страны. | |                |                |                |                |                |                |                |                |                |                |                |                |                |                | |